# Rudersdorfer Tunnel
Der Rudersdorfer Tunnel ist ein 2652 m langer Eisenbahntunnel der Dillstrecke zwischen den Bahnhöfen Siegen und Haiger. Als Hauptingenieurbauwerk des nördlichen Abschnitts dieser Bahnstrecke durchsticht er die Tiefenrother Höhe (552,3 m), einen Berg des Rothaargebirges auf der Grenze von Nordrhein-Westfalen und Hessen.

## Geschichte
Aufgrund der schwierigen Topografie und der begrenzten technischen Möglichkeiten war eine direkte Verbindung zwischen den Bahnhöfen Siegen, Haiger und Dillenburg zum Zeitpunkt des Baus der Deutz-Gießener Bahn vom heutigen Köln-Deutz nach Gießen in den 1850er Jahren noch nicht möglich. Erst 1915 wurde die direkte Verbindung zwischen Siegen und Haiger fertiggestellt. Am 2. Juli 1915 endeten auch die Arbeiten am Tunnel. Das war vor allem für den aus dem Ruhrgebiet nach Süden führenden Kohleverkehr wichtig. Die Strecke verkürzte sich dadurch um etwa 30 km. Aufwändigstes Ingenieurbauwerk, um diese Verbindung zu schaffen, war der Rudersdorfer Tunnel. Der ursprünglich geplante viergleisige Ausbau der Strecke zwischen Siegen und Dillenburg, der eine zweite Tunnelröhre erfordert hätte, kam durch den Ersten Weltkrieg nicht zu Stande.

## Technische Parameter
Der Tunnel ist 2652 m lang, zweigleisig und seit 1965 elektrifiziert. Er durchsticht die Tiefenrother Höhe (552,3 m). Der Tunnelquerschnitt hat ein hufeisenförmiges Profil mit einem mittleren Gleisabstand von 3,50 m.
Im Längsschnitt verläuft der Tunnel in einem Dachprofil. Vom Nordportal auf 371,75 m ü.N.N. steigt der Tunnel auf den ersten 753,9 m um 1,75 m an, um auf der restlichen Strecke um 18,25 m auf 354,75 m ü.N.N. am Südportal zu fallen; Angaben jeweils Schienenoberkante. Aufgrund der Höhendifferenz ist es nicht möglich, durch das schnurgerade Bauwerk zu schauen. Die höchste Überdeckung beträgt 170,65 m.
Der südliche (hessische) Tunnelmund wird von zwei Pilastern begleitet und hat eine Natursteinverkleidung, in der als Bauinschrift die Jahreszahl 1915 steht. Diese Fassade wird durch einen Giebel bekrönt. Der aktuelle Ausbauzustand des Tunnels erlaubt in beide Fahrtrichtungen eine Höchstgeschwindigkeit von 110 km/h.

## Bedeutung
Innerhalb des Tunnels verläuft – etwa bei km 119,0 – die Grenze von Nordrhein-Westfalen und Hessen. Der hessische Teil des Rudersdorfer Tunnels ist ein Kulturdenkmal nach dem Hessischen Denkmalschutzgesetz.

## Zukunft
Bis 2030 sollen westlich des Bestandstunnels zwei neue Tunnelröhren gebaut werden und anschließend der bestehende Tunnel außer Betrieb genommen und verfüllt werden. Die Anliegerkommunen, Haiger und Wilnsdorf, regten jedoch an, den Tunnel touristisch zu nutzen, beispielsweise in Form eines Radweges zur Verbindung beider Orte durch den Gebirgsrücken. Der Ausgang dieses Vorhabens ist jedoch ungewiss.
Die beiden neuen Tunnel werden dann je ein Richtungsgleis der Dillstrecke aufnehmen und ca. 400 Meter länger werden, als der jetzige zweigleisige Tunnel. Die beiden Röhren sollen konstant vom Nordportal zum Südportal abfallen. Geplanter Baubeginn ist 2025.
Außerdem ist die Entschärfung von Kurven in den Zuläufen auf beiden Seiten des Tunnels geplant, um die Geschwindigkeit zwischen Rudersdorf und Haiger auf mindestens 140 km/h zu erhöhen.
Anfang September (Hessen) bzw. Oktober 2023 (Nordrhein-Westfalen) endeten die Einwendungsfristen im Anhörungsverfahren der Umweltverträglichkeitsprüfung des Eisenbahn-Bundesamtes.